# Wietnam Południowy na Letnich Igrzyskach Olimpijskich 1952
Wietnam Południowy na Letnich Igrzyskach Olimpijskich 1952 reprezentowało 8 zawodników (sami mężczyźni). Był to pierwszy występ reprezentacji tego kraju na igrzyskach olimpijskich. Zawodnicy nie zdobyli żadnego medalu.

## Skład kadry

### Boks
Mężczyźni
- Tiến Vình - waga kogucia - 17. miejsce

### Kolarstwo
Mężczyźni
- Lưu Quần - wyścig indywidualny ze startu wspólnego - 47. miejsce
- Châu Phước Vĩnh - wyścig indywidualny ze startu wspólnego - nie ukończył
- Nguyễn Đức Hiền - wyścig indywidualny ze startu wspólnego - nie ukończył
- Lê Văn Phước - wyścig indywidualny ze startu wspólnego - nie ukończył
- Lưu Quần, Châu Phước Vĩnh, Nguyễn Đức Hiền, Lê Văn Phước - wyścig drużynowy - nie ukończyli

### Lekkoatletyka
Mężczyźni
- Trần Văn Lý - 10 000 metrów - 32. miejsce

### Pływanie
Mężczyźni
- Nguyễn Văn Phan

100 metrów st. dowolnym - odpadł w eliminacjach
400 metrów st. dowolnym - odpadł w eliminacjach

### Szermierka
Mężczyźni
- Tôn Thất Hải - floret - odpadł w eliminacjach